# يوزف بيري
يوزف بيري (بالبولندية: Józef Bury)‏ هو مؤرخ الفن ومصور بولندي، ولد في 1961 في Mielec ‏ في بولندا.